# 關·史蒂芬妮
關·雲妮·史蒂芬妮（英語：Gwen Renée Stefani），（/stəˈfɑːni/，1969年10月3日—）是一位美國歌手、詞曲作家、時裝設計師兼演員。她也是樂隊不要懷疑的聯合創辦人、主唱歌手兼主要詞曲作家，樂隊在1995年發行收錄〈Just a Girl〉、〈Spiderwebs〉與〈Don't Speak〉等單曲的突破專輯《悲慘王國》，其後亦推出收錄〈Hey Baby〉與〈It's My Life〉等單曲的不同專輯。
在樂隊休團期間，史蒂芬妮在2004年發行個人出道錄音室專輯《愛·天使·音樂·寶貝》，展開個人流行音樂職業生涯。專輯主要受到1980年代的流行音樂影響，並獲得樂評和商業上的成功。專輯衍生出六首單曲，包括〈What You Waiting For?〉、〈Rich Girl〉、〈Hollaback Girl〉和〈Cool〉。〈Hollaback Girl〉發行後成為《Billboard》Hot 100榜冠軍單曲，並成為美國史上第一首突破百萬下載量的歌曲。史蒂芬妮在2006年發行個人第二張錄音室專輯《甜蜜出關》。專輯衍生出〈Wind It Up〉和〈The Sweet Escape〉等單曲，而後者成為2007年的《Billboard》Hot 100年榜季軍單曲。她在2016年發行第三張個人專輯《真心話》，並獲得個人名義的首張《Billboard》200榜冠軍專輯。她的第四張個人專輯兼首張聖誕專輯《有關妮的聖誕節》於2017年發行，收錄的19首歌曲均全數登上美國《Billboard》的Holiday Digital Song Sales分榜。她亦先後與布雷克·謝爾頓發行合作單曲，當中2020年的〈Nobody but You〉發行後最高登上美國單曲榜第18位。她在2024年發行第五張錄音室專輯《愛的花束》。
史蒂芬妮一共獲得三項葛萊美獎。她作為個人歌手亦曾獲得一項全美音樂獎、一項全英音樂獎、一項世界音樂獎，以及兩項《Billboard》音樂獎。她在2003年推出個人的服裝系列L.A.M.B.，並在2005年以受日本文化和時尚影響的原宿娃娃系列擴大時尚產業版圖。《Billboard》雜誌將史蒂芬妮列為2000年－2009年代的第54成功的歌手，以及第37成功的Hot100榜歌手。VH1也在2012年將她列入《100位最偉大音樂女性》列表的第13位。連同不要懷疑時期的樂隊作品，史蒂芬妮的全球唱片銷量超過6,000萬張
。

## 早期生活
關·雲妮·史蒂芬妮於1969年在加利福尼亞州富勒頓出生，並在安那翰附近的天主教徒家庭成長。她以1968年小說《九霄驚魂》中的空中小姐角色命名，而中間名「Renée」則來自四尖樂隊於1968年翻唱自the Left Banke的1966年歌曲〈Walk Away Renée〉。她的父親丹尼斯·史蒂法尼是一位在山葉擔任營銷專員的義大利裔美國人。她的母親帕蒂（婚前姓弗林）是一位愛爾蘭裔美國人，在成為家庭主婦前的職業為會計師。史蒂芬妮的父母皆為民間音樂的愛好者，並讓她接觸鲍勃·迪伦與愛美蘿·哈里斯等歌手。史蒂芬妮有兩個弟弟，名字分別為吉兒和托德，而他們還有一位叫作埃裏克的兄長。埃裏克曾擔任不要懷疑的鍵盤手，其後則離開樂隊以《辛普森一家》展開動畫師的職業生涯。史蒂芬妮曾就讀洛拉高級中學，並在1987年畢業。她在完成高中學業後便入讀佛勒頓專科學院，其後則轉學至加州州立大學富勒頓分校完成學業。

## 音樂生涯

### 1986年－2004年：生涯起步與不要懷疑
史蒂芬妮受兄長埃裏克的影響，接觸瘋子樂團與the Selecter等2 Tone風格的音樂，而埃裏克其後亦邀請她擔任自己的斯卡樂隊不要懷疑的主音歌手。樂隊在1991年與新視鏡唱片簽約。樂隊其後於1992年推出同名出道專輯，但以斯卡流行為主的專輯在當時油漬搖滾盛行的樂壇未能取得成功。不要懷疑的第三張專輯《悲慘王國》（1995年）在他們自主發行的《95年珍藏作品精選輯》（1995年）發行後的同年推出，製作時間長達三年。《悲慘王國》一共衍生出五首單曲，當中〈Don't Speak〉登上了1997年Hot 100 Airplay年榜冠軍。史蒂芬妮從大學中休學一個學期以舉行《悲慘王國》的巡迴演唱會，但演唱會最終舉行了兩年半的時間，使她沒有回到大學完成學業。專輯發行後獲得葛萊美獎的提名，截至2004年已經在全球售出超過1,600萬張。2000年下旬，《滾石》雜誌稱她為「告白流行皇后」。
在不要懷疑取得主流成功後的一段時間，史蒂芬妮先後與多位音樂家推出合作單曲，包括與布萊恩塞瑟搖滾管絃樂團合作的〈You're the Boss〉、與莫比合作的〈South Side〉，以及與伊芙合作的〈Let Me Blow Ya Mind〉。不要懷疑於2000年推出商業成績稍遜的專輯《土星大反擊》，比起前作《悲慘王國》進一步受新浪潮的影響。專輯大多數歌詞內容均聚焦在史蒂芬妮與當時布希合唱團主音歌手蓋文·羅斯戴爾之間經常不穩的戀愛關係，並包括她對於安定下來與成為母親的猶豫。樂隊於2001年推出的專輯《搖滾萬萬歲》探索更多雷鬼和舞場雷鬼的聲音，並繼續受到新浪潮的影響。專輯衍生出樂隊職業生涯中在美國最高排名的單曲，而〈Hey Baby〉和〈Underneath It All〉均贏得葛萊美獎。樂隊在2003年推出名為《絕不懷疑-十年精選》的精選輯，並收錄了翻唱自Talk Talk的單曲〈It's My Life〉。伊芙和史蒂芬妮憑〈Let Me Blow Ya Mind〉一曲在2002年贏得「格莱美奖最佳饶舌/演唱表演」。

### 2004年－2006年：個人出道與其他行業發展

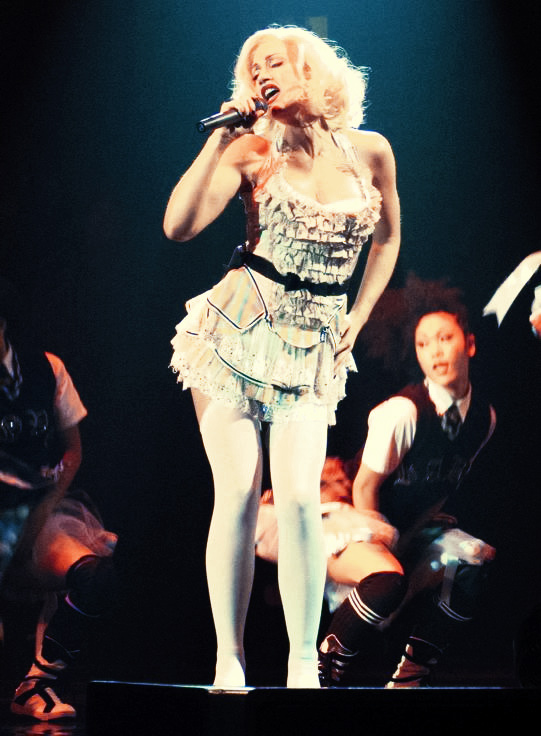
史蒂芬妮在2005年的「哈啦美眉巡迴演唱會」演唱〈What You Waiting For?〉

史蒂芬妮的個人出道專輯《愛·天使·音樂·寶貝》於2004年11月12日發行。專輯迎來多位音樂製作人和歌手的合作，包括托尼·卡納爾、湯姆·羅斯洛克、琳达·佩里、安德烈 3000、奈利·胡柏、海王星和新秩序。專輯的製作概念為使史蒂芬妮高中時期聆聽的音樂現代化，並受到1980年代至1990年代早期的各種曲風影響，包括新浪潮、合成器流行，以及電子樂。史蒂芬妮決定以自己的個人生涯作為進一步深入流行音樂的機會，而不是嘗試「向世界展現（她的）才華、深度和藝術價值」，被認為是罕見的嘗試。專輯被形容為「極其有趣，但（...）沒有完全充斥顛覆性的社會評論」。專輯發行後以309,000張首週銷量空降美國《Billboard》200榜第七位。專輯其後在多國獲得多白金銷售認證，包括美國、英國、澳洲，以及加拿大。
專輯的第一首單曲〈What You Waiting For?〉發行後最高登上澳洲單曲榜冠軍以及美國《Billboard》Hot 100榜第47位，並打進多個國家單曲榜前10位。歌曲解釋了史蒂芬妮製作個人專輯的原因，並討論了她對於離開樂隊展開個人音樂活動的恐懼，以及擁有孩子的渴望。〈Rich Girl〉作為專輯的第二首單曲發行。歌曲迎來饒舌歌手伊芙客席獻聲，並由Dr. Dre製作，這是1990年代英國音樂團體Louchie Lou & Michie One的同名改編歌曲，但在旋律上更接近音樂劇《屋頂上的提琴上》的原曲〈If I Were a Rich Man〉。〈Rich Girl〉發行後打進美國和英國單曲榜的前10位。專輯的第三首單曲〈Hollaback Girl〉成為史蒂芬妮第一首美國冠軍單曲，也是她第二首澳洲冠軍單曲，並打進多國單曲榜前10位。它亦成為美國第一首突破百萬次線上下載量的歌曲。第四首單曲〈Cool〉獲得稍遜前作的商業成績，打進美國和英國單曲榜前20位。歌曲的歌詞和其在科莫湖取景拍攝的音樂錄影帶，均描繪出她與卡納爾過往的戀愛關係。〈Luxurious〉為專輯的第五首發行單曲，但並未像先前的單曲般於全球範圍獲得成功。〈Crash〉於2006年1月作為專輯最後一首單曲發行，代替因她懷孕而延期的《愛·天使·音樂·寶貝》後續專輯。
2004年，史蒂芬妮開始對參演電影產生興趣，並曾參加《史密夫決戰史密妻》等電影的試鏡。她在同年於马丁·斯科塞斯的《娛樂大亨》作電影出道，飾演珍·哈露一角。斯科塞斯的女兒為不要懷疑的歌迷，而他自己在看見史蒂芬妮於2003年為《青少年時尚》拍攝的玛丽莲·梦露風格照片後，便有興趣找她來試鏡角色。史蒂芬妮看過哈露的兩本傳記以及18部電影，以準備演出這個角色。史蒂芬妮一共在電影中拍攝了四至五天，並有數句台詞。史蒂芬妮亦為2004年電子遊戲《瑪莉絲》的同名角色配音，但該公司則未有邀請不要懷疑的其他成員參與。

### 2006年－2013年：《甜蜜出關》與回歸不要懷疑

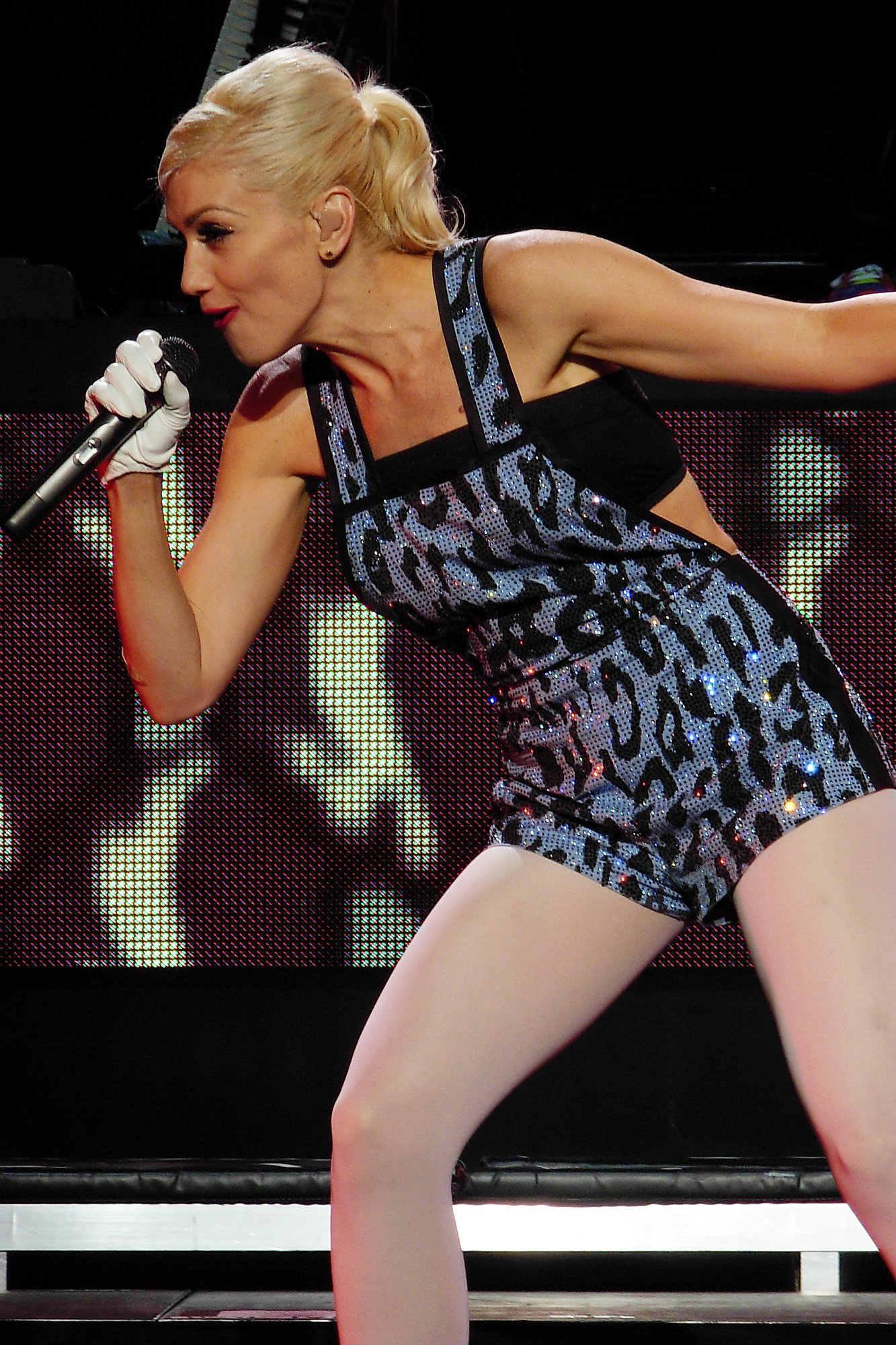
史蒂芬妮於2007年的「甜蜜出關世界巡迴演唱會」演唱〈Wind It Up〉

史蒂芬妮的第二張錄音室專輯《甜蜜出關》在2006年12月1日發行。史蒂芬妮於專輯繼續與卡納爾、佩里和海王星合作，並首次和阿肯以及英國搖滾樂隊基音樂團的蒂姆·萊斯-奥克斯利合作。專輯比起前作更受夜總會的電子音樂和舞曲影響。史蒂芬妮亦在專輯推出同期發行她首次個人巡迴演唱會的DVD，名為《哈啦美眉巡迴演唱會》。希雅·米歇爾形容專輯「有著意想不到的憂悒和輕輕的自傳感（...）但史蒂芬妮作為一個不滿的天后仍然顯得欠缺說服力」。而羅伯·薛菲德則視專輯為「倉卒的回歸」，只是以更少的活力重覆著《愛·天使·音樂·寶貝》。
〈Wind It Up〉為專輯的第一首單曲，歌曲使用了约德尔唱法和《仙樂飄飄處處聞》的插值，發行後最高登上美國和英國單曲榜前10位。專輯同名曲則打進超過15個國家單曲榜前10位，包括最高登上美國、澳洲和英國單曲榜亞軍。為了宣傳〈The Sweet Escape〉，史蒂芬妮擔任了《美國偶像》第六季的導師，並與阿肯一起表演歌曲。歌曲其後在葛萊美獎上獲得「葛萊美獎最佳流行對唱」的提名。專輯其後亦衍生出三首單曲：〈4 in the Morning〉、戴米恩·馬利客席獻聲的〈Now That You Got It〉，以及〈Early Winter〉。史蒂芬妮舉行了專輯的世界巡迴演唱會以宣傳作品，演唱會的巡迴版圖遍及北美、歐洲、亞洲、太平洋和拉丁美洲部分地區。2011年6月6日，史蒂芬妮在接受《娛樂週刊》訪問時表示自己未有打算繼續個人音樂活動。
在史蒂芬妮忙於宣傳專輯期間，不要懷疑已經自行開始準備製作新專輯，並打算在史蒂芬妮的世界巡迴演唱會落幕後完成作品。2008年3月，樂隊在官方歌迷論壇上發布有關專輯進展的貼文。史蒂芬妮在3月28日表示雖然已經展開創作，但由於自己正在懷第二胎，因此導致專輯製作的進度緩慢。《絕不懷疑-十年精選》於2008年12月9日在電子遊戲《搖滾樂隊2》上線。在這段期間，樂隊的鼓手阿德里安·楊於史葛·威倫的專輯《"Happy" in Galoshes》中擔任鼓手。2009年5月，不要懷疑聯同打倒男孩領銜演出「2009年Bamboozle音樂節」。樂隊亦在同年夏季舉行了美國巡迴演唱會。
不要懷疑的新專輯在2012年9月25日發行，而第一首單曲〈Settle Down〉則在7月16日先行推出。歌曲的音樂錄影帶由索菲·馬勒執導拍攝，此前她亦曾為樂隊拍攝多個音樂錄影帶。不要懷疑亦在同期成為《英國版X音素》的客席導師。〈Settle Down〉發行後最高登上美國《Billboard》Hot 100榜第34位，而專輯則最高登上《Billboard》200榜季軍。2012年11月3日，樂隊在收到〈Looking Hot〉的音樂錄影帶對美洲原住民具冒犯性的投訴後，把錄影帶從網絡上撤掉。2013年1月，不要懷疑友情客串《波特蘭迪亞》第三季，眾成員在熱氣球上出鏡。

### 2014年－2017年：《美國好聲音》、《真心話》與《有關妮的聖誕節》

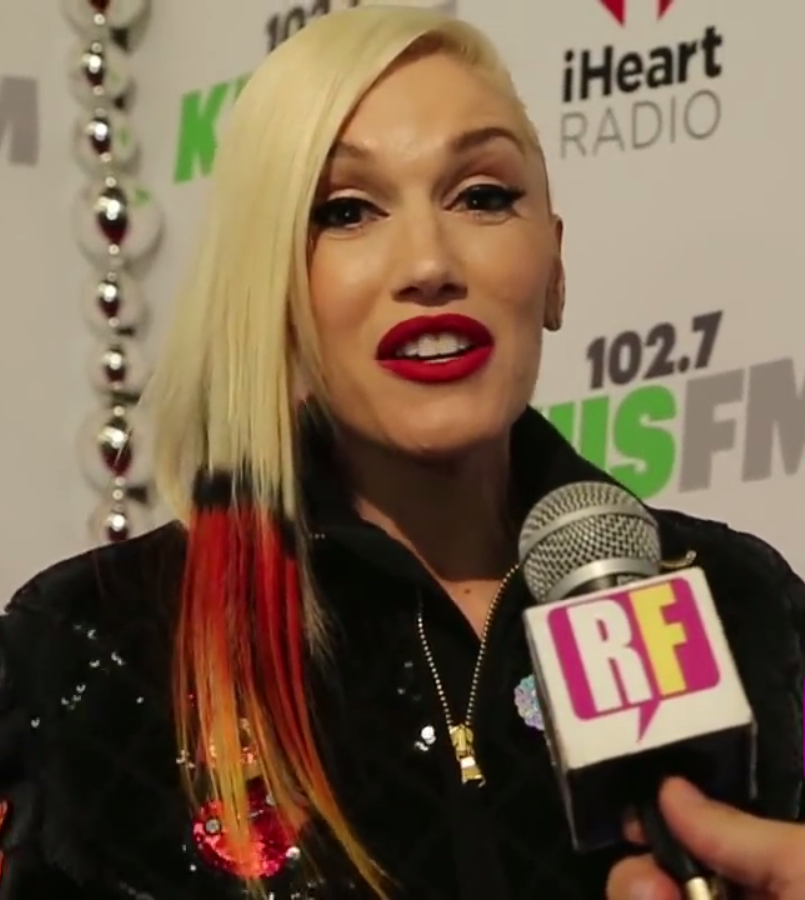
2014年的史蒂芬妮

2014年4月12日，史蒂芬妮驚喜現身「科切拉音乐节」，上台加入法瑞尔·威廉姆斯一同表演〈Hollaback Girl〉。4月29日，官方確認史蒂芬妮將接替克莉絲汀·阿奎萊拉的位置，成為《美國之聲》第七季的教練之一。史蒂芬妮也相隔九年出席《2014年MTV音乐录影带大奖》。她也客席獻聲收錄在魔力紅《第五輯》的歌曲〈My Heart Is Open〉，這是一首希雅參與創作的歌曲，她其後與亞當·列維聯同管弦樂團在《2015年葛萊美獎》上首次現場演唱歌曲。史蒂芬妮亦為收錄在凱文·哈里斯《音浪狂潮》的歌曲〈Together〉獻唱。
2014年9月8日，史蒂芬妮在紐約時裝週告訴音樂電視網新聞自己正在同時製作不要懷疑和個人專輯，並正在與威廉姆斯一起製作。史蒂芬妮於2014年10月20日發行個人回歸單曲〈Baby Don't Lie〉，歌曲由她和製作人瑞恩·泰德、本尼·布兰科與诺埃尔·赞卡内拉共同創作。《Billboard》確認她的第三張錄音室專輯將於同年12月發行，而布兰科則擔任專輯的執行製作人。專輯的新曲〈Spark the Fire〉的發行消息在10月下旬公開，歌曲由威廉姆斯製作。歌曲的完整版本其後在11月23日於網上公開。〈Baby Don't Lie〉和〈Spark the Fire〉其後均未獲收錄在史蒂芬妮的第三張專輯。2015年1月13日，史蒂芬妮與威廉姆斯錄製了一首名為〈Shine〉的歌曲，歌曲為電影《柏靈頓：熊愛趴趴走》而創作。史蒂芬妮亦與希雅創作一首名為〈Start a War〉的抒情曲，原訂收錄在史蒂芬妮的第三張專輯，但其後也未獲收錄。2015年7月10日，史蒂芬妮客席獻聲美國饒舌歌手Eminem的單曲〈Kings Never Die〉，歌曲收錄在《震撼擂台》的電影原聲帶。歌曲發行後空降《Billboard》Hot 100榜第80位，首週下載量達到35,000次。
2015年10月17日，史蒂芬妮於紐約市的漢默斯坦舞廳舉辦的「萬事達卡無價驚喜呈獻：關·史蒂芬妮」演唱會場次上演唱新曲〈Used to Love You〉，這是一首關於她與前夫蓋文·羅斯戴爾分手的歌曲。歌曲在2015年10月20日開放線上下載。而歌曲的音樂錄影帶亦在同日釋出。歌曲在2015年10月27日派往當代流行電台發行。這是史蒂芬妮第三張個人專輯《真心話》第一首正式單曲，她在2015年中旬便已經開始創作。她亦指先前在2014年創作的素材感覺強迫而不可靠，與自己原先構想的方向大相徑庭。專輯的第二首單曲〈Make Me Like You〉於2016年2月12日發行。《真心話》於2016年3月18日發行，發行首週以84,000張专辑等价单位空降《Billboard》200榜冠軍，成為史蒂芬妮首張美國個人冠軍專輯。她亦聯同饒舌歌手伊芙在美國展開「真心話巡迴演唱會」，以宣傳專輯。史蒂芬妮參與聲演角色DJ舒姬的動畫電影《魔髮精靈》在2016年11月4日上映。她亦獻唱電影原聲帶中五首歌曲。史蒂芬妮在同年10月29日與30日於威瑞森無線圓形劇場舉行兩場演唱會，由於欧文公司早前決定不續簽該場地的土地租約，因此她的兩場演唱會為該場地的最終演出。
史蒂芬妮接受訪問的紀錄片系列《反叛者》在2017年7月播出。她亦在同月確認計劃在年底推出新音樂作品。音乐演出和作品复制权协会的官方網站在8月發布她的幾首新曲資料，而歌名則反映出她將推出假日專輯的可能。從歌曲的創作名單顯示，史蒂芬妮已經與巴斯比、布雷克·谢尔顿和賈斯汀·特蘭特合作。名為《有關妮的聖誕節》的專輯在2017年10月6日發行。專輯的同名曲迎來谢尔顿的客席獻聲，在2017年9月22日作為專輯第一首單曲於數位平台發行。史蒂芬妮亦錄製名為《關·史蒂芬妮有關妮的聖誕節》的聖誕電視特輯以宣傳專輯，該特輯於2017年12月12日在全国广播公司播映。

### 2018年至今：拉斯維加斯駐唱演唱會、《美國好聲音》與《愛的花束》
史蒂芬妮名為「關·史蒂芬妮－天真女孩」的個人首次駐唱演唱會於2018年6月27日在拉斯维加斯薩波斯劇院展開。演唱會原訂在2020年5月16日落幕，但最後八場演出因為2019冠状病毒病疫情而延期。演唱會最終在2021年11月6日結束。演唱會的名稱源自不要懷疑的歌曲〈Just a Girl〉。演唱會的部分收益（每張門票1美元）捐贈至慈善計劃Cure4Kids。《有關妮的聖誕節》的豪華版在2018年10月發行，並衍生出新單曲〈Secret Santa〉。2019年6月22日，史蒂芬妮參與在芬迪多拉公園舉行的Machaca音樂節表演。
在亞當·列維完成擔任16季的《美國好聲音》的教練後，史蒂芬妮在第十七季接替他的教練位置。史蒂芬妮的位置其後在第十八季獲尼克·強納斯接任。她於節目第十九季接替強納斯的位置，使她第五次擔任該節目的教練。她的決賽選手卡特·魯賓最終成為優勝者，使她擔任五季節目教練後首次贏得比賽，並成為第九位（也是繼克莉絲汀·阿奎萊拉、艾莉西亚·凯斯和凱莉·克萊森後的第四位女性教練）贏得比賽的教練。2020年11月，在節目第十九季仍在播映期間，官方確認強納斯在第二十季接替她評判位置的消息。2022年5月，官方確認史蒂芬妮將接替爱莉安娜·格兰德的位置，作為教練重返節目第二十二季。2022年10月，官方確認她在節目第二十三季離開的消息。
2019年12月13日，史蒂芬妮為收錄在謝爾頓合輯《Fully Loaded: God's Country》的單曲〈Nobody but You〉客席獻聲。歌曲發行後最高登上《Billboard》Hot 100榜第18位和Canadian Hot 100榜第49位。2020年7月24日，他們再次聯手推出新單曲〈Happy Anywhere〉，歌曲受到2019冠状病毒病疫情的啟發。史蒂芬妮原訂在2020年「Lollapalooza」音樂節表演，但受疫情的影響而延期。音樂節最終在2020年7月至8月改為四天網路直播演出，但史蒂芬妮則未有參與。
史蒂芬妮在2020年客席獻聲杜娃·黎波的〈Physical〉馬克·朗森重混版，該歌曲收錄在黎波同年發行的重混專輯《電音流行先鋒升級版》。史蒂芬妮原先獲商談為〈Hallucinate〉的Mr Fingers重混版提供〈Hollaback Girl〉的取樣版權，但其後則改為被邀請參與〈Physical〉的重混版。史蒂芬妮其後發行翻唱單曲〈Sleigh Ride〉，作為《有關妮的聖誕節》2020年重發版的宣傳。
2020年12月7日，史蒂芬妮發行個人回歸單曲〈Let Me Reintroduce Myself〉。她其後在2021年3月11日發行第二首單曲〈Slow Clap〉，並在翌日推出迎來萨维蒂客席獻聲的重混版。史蒂芬妮其後在個人Instagram帳戶上釋出其他新歌曲的預告，確認兩首分別名為〈When Loving Gets Old〉和〈Cry Happy〉的歌曲。2022年，她作為客席歌手為肖恩·保罗的單曲〈Light My Fire〉獻聲，而Shenseea亦與她一樣客席獻聲和演出音樂錄影帶。2023年6月，她宣布兩年來首支個人單曲〈True Babe〉的發行消息，歌曲其後在6月23日發行。2024年2月9日，史蒂芬妮發行與布雷克·谢尔顿合唱的單曲〈Purple Irises〉，並收錄在她的第五張錄音室專輯《愛的花束》。7月25日，她與安德森·帕克發行單曲〈Hello World〉，作為可口可乐的官方贊助奧運歌曲。

## 其他行業

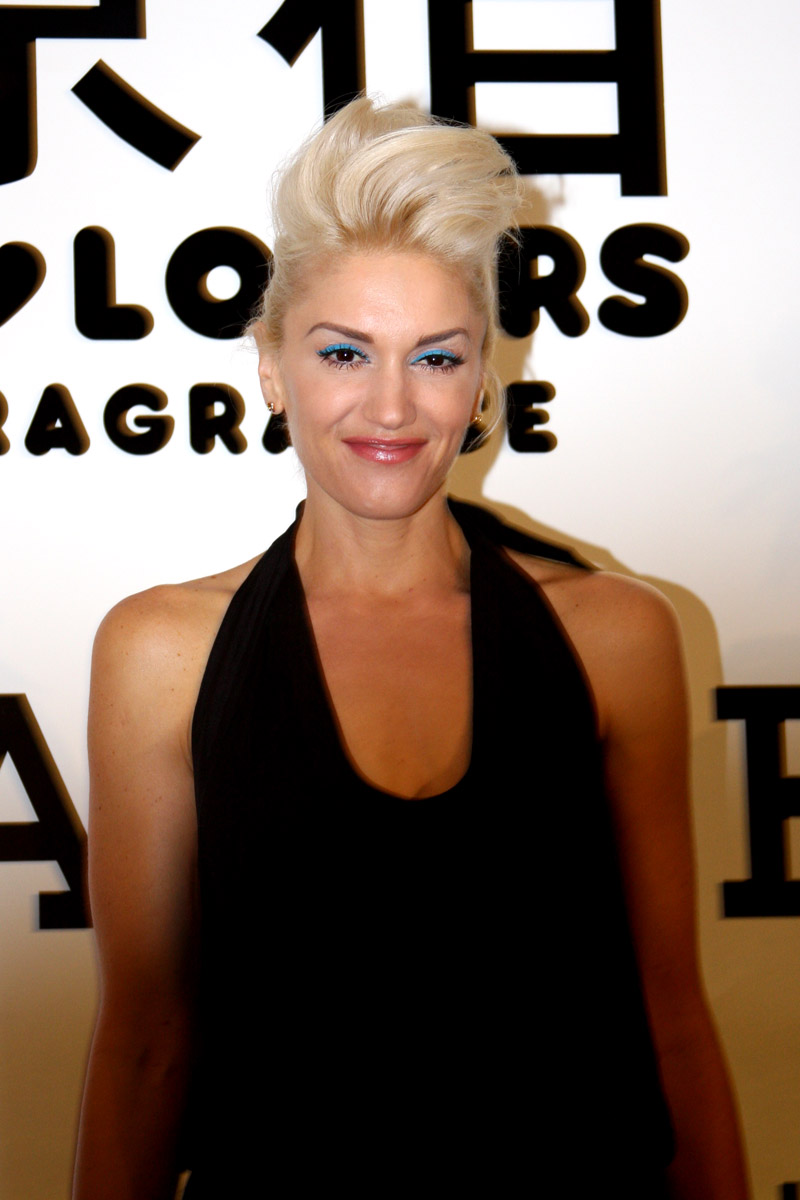
2009年9月的史蒂芬妮

史蒂芬妮在連同不要懷疑表演的時期，便已經自行製作大多數舞台上穿著的服裝，而配搭亦日趨不拘一格。史蒂芬妮從造型師安德里婭·莉伯曼接觸高级定制服装，並在2004年推出個人服裝系列L.A.M.B.。該系列從不同時尚風格中取得靈感，包括危地馬拉、日本，以及牙買加風格。該系列在名人中廣受歡迎，泰瑞·海契、妮可·基嫚，以及史蒂芬妮本人等明星均喜愛穿著該系列的服裝。2005年6月，她決定以價格更廉宜的原宿娃娃系列擴大時尚產業版圖，並以「一個更美化的商品系列」形容它，系列包括照相機、手機吊飾，以及內衣等產品。2006年下旬，史蒂芬妮推出名為「愛·天使·音樂·寶貝時尚娃娃」的限量娃娃系列。這些娃娃的靈感來自史蒂芬妮和原宿女孩為專輯巡迴演出時穿的衣服。
2007年下旬，史蒂芬妮推出了一款名為L的香水，作為她L.A.M.B.服裝和配飾系列的一部分。這款香水帶有甜豌豆和玫瑰的香調。2008年9月，史蒂芬妮發布了香水系列，作為她原宿娃娃產品系列的一部分。五種不同的香水源自四個原宿女孩和史蒂芬妮自己，分別是愛、小天使、音樂、寶貝，和G（關）。2011年1月起，史蒂芬妮成為巴黎萊雅的代言人。2016年，Urban Decay與史蒂芬妮合作推出限量版化妝品系列。在需要佩戴眼鏡後，史蒂芬妮亦開始設計眼鏡款式。2016年，她從個人時尚品牌L.A.M.B.下推出眼鏡。她亦聯同Tura公司從GX品牌下推出廉價眼鏡。
2014年，史蒂芬妮宣布製作關於她和原宿女孩的動畫系列。在Vision Animation和Moody Street Kids的協助下，史蒂芬妮參與製作出一個以愛、天使、音樂、寶貝，以及她本人為主角的動畫，他們五人組成一個名為HJ5的樂隊，在努力追求自己的音樂事業同時與壞人作鬥爭。美泰兒為《酷酷少女團》節目的玩具全球銷售許可公司，而節目本身則經由DHX媒體播映。
2018年，報導指出史蒂芬妮已經為「化妝品、護膚品、香水和染髮劑」的潛在系列申請了商標P8NT，而她在2022年3月正式推出名為GXVE美妝的化妝品品牌。

## 個人生活

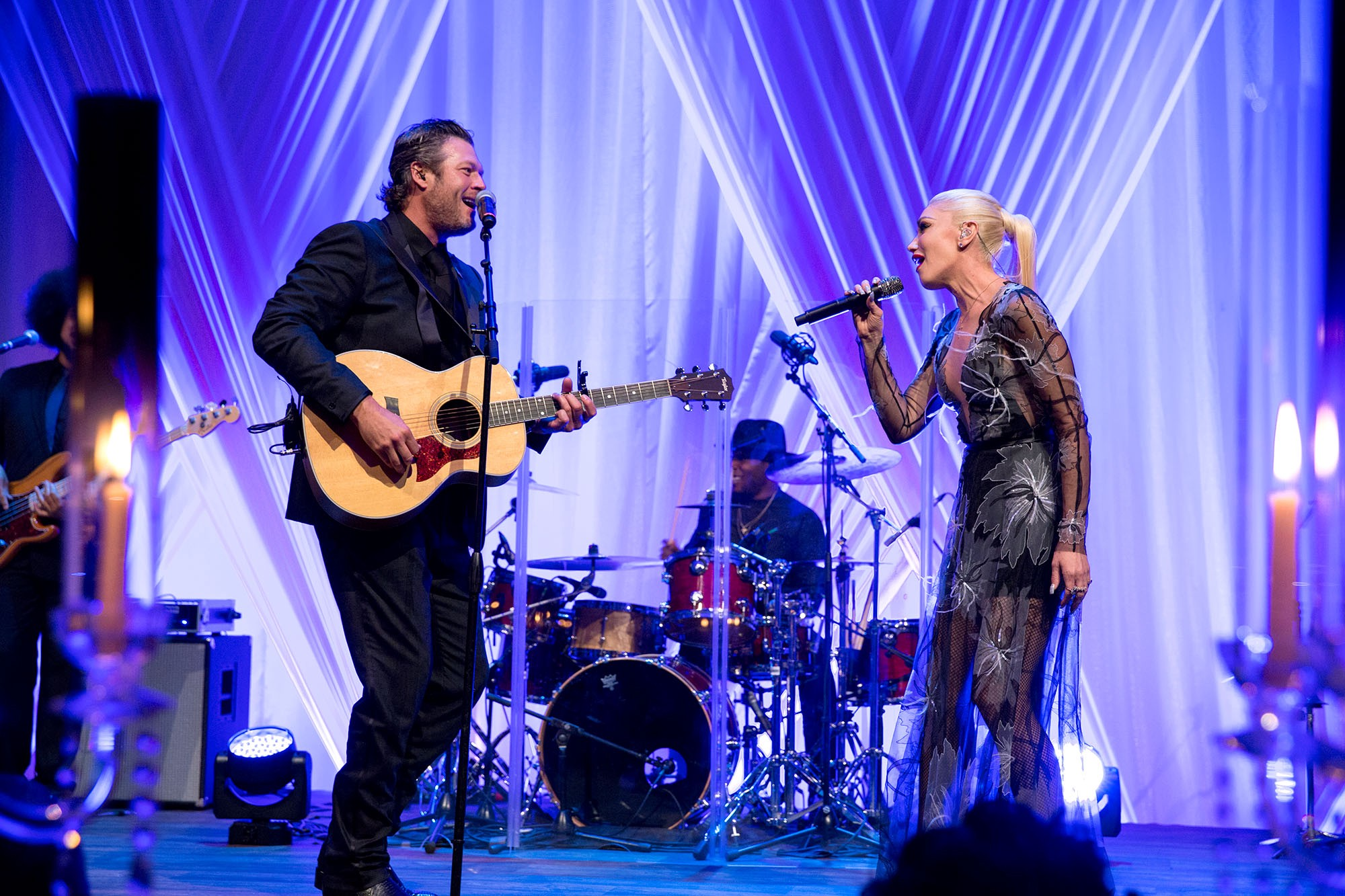
史蒂芬妮與谢尔顿在2019年美國宴請意大利的國宴

在加入不要懷疑後，史蒂芬妮開始與成員之一的托尼·卡納爾約會。她表示自己對這段關係投入了很多：「（...）我所做的一切就是就是看着托尼，並向上帝祈禱可以與他生兒育女」。而隨着托尼向她提出分手後，樂隊也一度幾乎面臨解散。他們的分手啟發了史蒂芬妮在《悲慘王國》多首歌曲的歌詞靈感，包括〈Don't Speak〉、〈Sunday Morning〉，以及〈Hey You!〉，記錄了他們之間關係的起落。史蒂芬妮在2004年《愛·天使·音樂·寶貝》個人專輯參與創作的歌曲〈Cool〉也以他們的關係作主題。
史蒂芬妮在1995年連同不要懷疑和領銜樂隊布希合唱團一同在KROQ電台的假日演唱會上表演，認識了該樂隊的主音歌手兼結他手蓋文·羅斯戴爾。他們在2002年9月14日結婚，並在倫敦的科文特花园圣保罗教堂舉行婚禮。他們亦在兩週後於洛杉磯舉行另一場婚禮。史蒂芬妮為羅斯戴爾誕下三個兒子，他們分別在2006年5月26日、2008年8月21日，以及2014年2月28日出生。2015年8月3日，史蒂芬妮與羅斯戴爾簽署離婚協議書，原因為「無法調和的分歧」。他們的離婚在2016年4月8日成立，羅斯戴爾同意「不平等分配」他們的財產。
2015年11月，史蒂芬妮宣布與《美國好聲音》教練之一的鄉村歌手布雷克·谢尔顿正在蜜運的消息。他們自成為戀人後曾多次合作歌曲。2015年，他們共同創作歌曲〈Go Ahead and Break My Heart〉，講述他們剛開始的戀愛關係。這首二重唱歌曲其後收錄在谢尔顿2016年的專輯《If I'm Honest》。2020年，他們先後推出〈Nobody But You〉和〈Happy Anywhere〉兩首二重唱歌曲，兩曲均登上美國《Billboard》的Country Airplay榜冠軍。他們亦推出一首名為〈You Make It Feel Like Christmas〉的合唱曲，收錄在史蒂芬妮在2017年發行的歌曲同名假日專輯。他們在2020年10月27日宣布訂婚消息，其後在2021年7月3日於谢尔顿位於奧克拉荷馬州牧場的一座小教堂結婚。
史蒂芬妮在2020年被診斷出為失讀症患者。
在接受2023年的《Allure》訪問期間，史蒂芬妮表示自己的父親因為工作而經常往返美國加州與日本兩地長達十八年。談到有關自己與日本文化的關係，她解釋：「這是我的日本（文化）影響，那是一種如此富含傳統的文化，卻又這麼具有未來感，非常重視藝術、細節與紀律，對我來說很迷人」。她指自己長大成人後亦曾去過原宿，並表示自己是日本文化的「超級粉絲」。她在同一採訪中形容自己為日本人，並指「不只是日本文化，還同時是加利福尼亞州阿納海姆的西班牙和拉丁社群的一員」。她的意見招致對文化挪用的批評，而採訪者和撰稿人均闡明史蒂芬妮是愛爾蘭裔美國人和意大利裔美國人，而不是日本人。

## 藝術性
AXS稱史蒂芬妮是一個有著「驚人」音域的「強力」歌手。《纽约时报》認為史蒂芬妮的聲樂「矯飾」，並稱讚她「擺脫對振音的沉迷」。IGN形容史蒂芬妮有著「獨特的聲樂才能」。《芝加哥論壇報》指史蒂芬妮有著「花裡胡哨的低音」。
史蒂芬妮的個人出道專輯《愛·天使·音樂·寶貝》受到1980年代的多種音樂風格影響 ，包括電子流行、新浪潮、舞曲搖滾、嘻哈、節奏藍調、靈魂樂，以及迪斯科音樂。史蒂芬妮指早期的麥當娜、麗莎·麗莎、新俱樂部樂團、王子、新秩序和治疗乐队均為專輯帶來顯著影響。專輯中的幾首歌曲是專為夜店設計，包含適合跳舞的電音節拍。在專輯中提到時尚和財富時，她提到幾位認為在個人職業生涯中受到啟發的設計師，包括约翰·加利亚诺和薇薇安·魏斯伍德。她的第二張錄音室專輯《甜蜜出關》被認為有著與前作相似的音樂性，並同時探索更多現代流行聲音，大量涉獵流行舞曲和嘻哈流派。專輯延續了《愛·天使·音樂·寶貝》的主題，而這種做法則受到批評。
在第三張錄音室專輯《真心話》中，史蒂芬妮繼續以流行曲風為主，並同時融合各種其他流派的音樂，包括雷鬼、迪斯科，以及舞場雷鬼，並在伴奏中使用結他。史蒂芬妮的歌詞轉向以近來在個人生活中的事件為主，包括她與羅斯代爾的離婚，以及與謝爾頓的新戀愛關係。她指專輯主要是關於寬恕而非報復。

## 公眾形象
史蒂芬妮在與具有印度血統的托尼·卡納爾一起參加了幾次家庭聚會後，於1990年代中期開始使用賓迪。在不要懷疑取得事業突破期間，史蒂芬妮在多部音樂錄影帶中均在前額使用賓迪，並在1997年為該飾品掀起短暫的熱潮。從1995年的〈Just a Girl〉音樂錄影帶開始，史蒂芬妮便以穿著露腰上衣露出腹部而為人所知。史蒂芬妮的妝容基本包括輕量蜜粉、亮紅口紅，以及高挑的眉毛，她曾在不要懷疑《土星大反擊》收錄的歌曲〈Magic's in the Makeup〉歌詞中詢問「假如魔法是在化妝裡／那我是誰？」。史蒂芬妮有著深褐色的天然髮色，但她自九年级便透過染髮改變自己的髮色。從1994年下旬起，她經常把頭髮染成白金色。她曾在《搖滾萬萬歲》的〈Platinum Blonde Life〉提及這一點，並在2004年的傳記電影《娛樂大亨》中飾演原祖金髮美女珍·哈露。她曾在1998年把頭髮染成藍色，並在翌年把頭髮染成粉紅色，當中《土星大反擊》的封面便是以粉紅髮造型拍攝。
2006年，史蒂芬妮受到1983年電影《疤面煞星》中扮演埃爾薇拉·漢考克一角的演員蜜雪兒·菲佛啟發，改變了自己的形象。這個形象亦包含由兩個背靠的G字組成的符號，該符號使用在她戴著的鑲鑽鑰匙項鍊上，作為《甜蜜出關》的宣傳式樣。史蒂芬妮在2007年提及自己從六年級便開始控制飲食，以穿下四號尺碼的衣服。2010年9月22日，史蒂芬妮的蠟像在拉斯維加斯威尼斯人酒店的杜莎夫人蠟像館揭幕。史蒂芬妮的首張個人專輯讓她的四位伴隨舞者原宿女孩進入大眾視線，她們的外型受到萝莉塔风尚的影響，並以東京都的原宿站範圍命名。史蒂芬妮的服裝亦受到日本文化的影響，其風格被形容為克里斯汀·迪奧與日本的結合。史蒂芬妮的舞者也出現在她的音樂錄影帶、媒體報導，以及《愛·天使·音樂·寶貝》的專輯封面，而專輯當中也收錄了一首以她們名字命名的歌曲。她們也出現在史蒂芬妮的「哈啦美眉巡迴演唱會」，該演唱會也同樣以她們命名。《福布斯》雜誌報導史蒂芬妮在2007年6月至2008年6月期間的巡迴演出、時裝系列和廣告收入達到2,700萬美元，使她成為當時全球收入最高的音樂名人第10名。

## 成就與地位
自展開個人音樂事業以來，史蒂芬妮已經獲得多項音樂獎項，包括一項葛萊美獎、四項 MTV音樂錄影帶大獎、一項全美音樂獎、一項全英音樂獎，以及兩項《Billboard》音樂獎。她亦連同不要懷疑贏得兩項葛萊美獎。《滾石》雜誌在2005年稱她為「電台與音樂電視網上唯一現存的真正搖滾女明星」，並讓她登上雜誌封面。史蒂芬妮在2014年的第一屆「人物雜誌獎」羸得「時尚指標獎」。2016年，她獲得「迪士尼電台音樂獎」的「英雄獎」，以表彰她在各種慈善工作的個人貢獻。
史蒂芬妮被多個當代音樂評論家稱為「流行公主」，而VH1也在2012年將她列入《100位最偉大音樂女性》列表的第13位。史蒂芬妮影響了多個藝人與音樂家，包括帕拉摩爾樂團的海莉·威廉斯、貝薩妮·科森蒂諾、金·彼特拉斯、娜塔莉娅·柯斯、凱蒂·佩芮、查莉·XCX、凱莎、艾娃·马克斯、瑪琳娜·戴曼迪斯、瑞塔·奥拉、琪琪·帕瑪、碧碧·雷克萨、杜娃·黎波、the Stunners、凱莉·克萊森、史蓋·芙蕾拉、五聲音階的柯爾斯汀·馬爾多納多、奧莉維亞·羅德里戈，以及Cover Drive。Cover Drive是一個來自巴巴多斯的四人樂團，眾成員均稱史蒂芬妮和不要懷疑影響了他們的音樂作品，當中主音歌手阿曼達·瑞佛更指自己假如遇見史蒂芬妮的話會「昏倒」。
《愛·天使·音樂·寶貝》的第一首單曲〈What You Waiting For?〉被《Pitchfork》評為史蒂芬妮其中一首最出色的單曲，並被他們列為「2004年50佳單曲」列表中的第16位。《愛·天使·音樂·寶貝》的〈Hollaback Girl〉成為美國史上第一首線上下載突破百萬次的歌曲，並在美國與澳洲獲得白金唱片認證，以及登上《Billboard》2000年－09年的歌曲年代榜第41位。自2005年發行後，〈Hollaback Girl〉被《滾石》稱為史蒂芬妮的招牌歌曲。

## 慈善事業

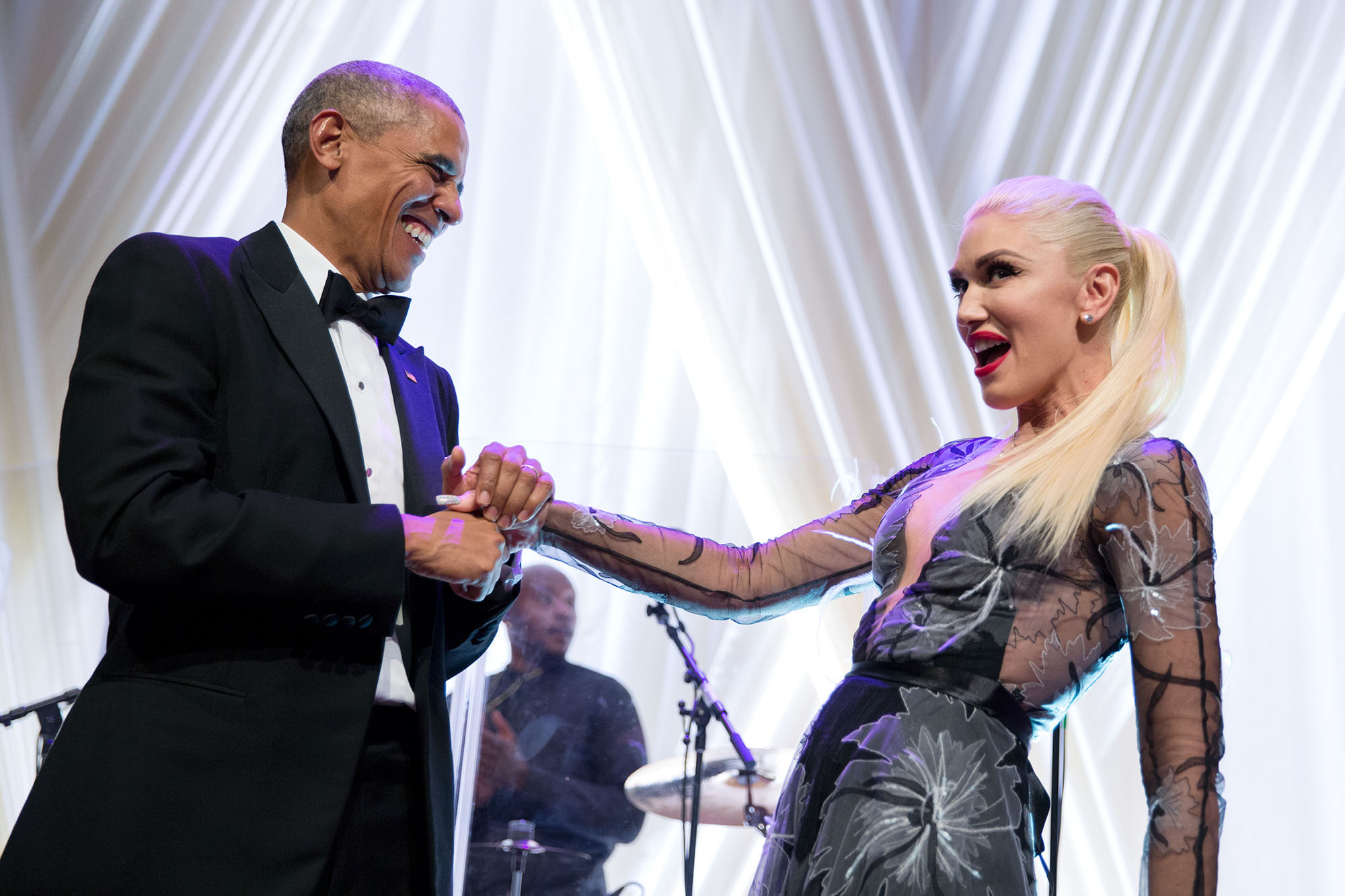
2016年的贝拉克·奥巴马與史蒂芬妮

2011年日本東北地方太平洋近海地震後，史蒂芬妮向救助儿童会的日本地震海嘯兒童應急基金捐贈了100萬美元。史蒂芬妮也於2011年4月11日至25日在eBay上進行拍賣，讓投標者競投她衣櫥的舊衣服和親自設計的簽名T恤，以及她在2011年6月7日舉行的原宿主題私人茶會的請帖，該茶會於洛杉磯首個日式女僕咖啡廳兼波普藝術場地「Royal/T」舉行，而拍賣所得則用於救助兒童會的救災工作。
在「第64届戛纳电影节」的美國愛滋病研究基金會晚宴上，史蒂芬妮以慈善名義拍賣了她在活動中穿的黑色蕾絲連衣裙，並籌得超過125,000美元的善款。然而其後與史蒂芬妮合作設計和負責造型的設計師邁克爾·安赫爾的代表指這條裙子並非由史蒂芬妮設計，而是由安赫爾設計。安赫爾本人則發表聲明指該裙子的確是由史蒂芬妮為L.A.M.B.設計，以及在該晚宴上拍賣。2012年8月，史蒂芬妮與當時的美国第一夫人米歇爾·奧巴馬一同在自己於比佛利山的家中舉辦籌款活動。
史蒂芬妮被認為是LGBT社群的支持者。她在2019年接受《Pride Source》訪問時被問及假如自己孩子出櫃會作何反應，她表示：「我會因為擁有一個同志兒子而感到受賜福；（...）我只希望我的孩子們健康快樂。我只是祈求上帝帶領我做一個好媽媽，而這並不是一件容易的事」。

## 音樂作品

### 個人專輯
- 《愛·天使·音樂·寶貝》（2004年）
- 《甜蜜出關》（2006年）
- 《真心話》（2016年）
- 《有關妮的聖誕節》（2017年）
- 《愛的花束（英语：Bouquet (Gwen Stefani album)）》（2024年）

### 不要懷疑專輯
- 《不要懷疑（英语：No Doubt (No Doubt album)）》（1992年）
- 《95年珍藏作品精選輯（英语：The Beacon Street Collection）》（1995年）
- 《悲慘王國》（1995年）
- 《土星大反擊（英语：Return of Saturn）》（2000年）
- 《搖滾萬萬歲》（2001年）
- （2012年）

## 演唱會

### 主要演唱會
- 「哈啦美眉巡迴演唱會（英语：Harajuku Lovers Tour）」（2005年）
- 「甜蜜出關世界巡迴演唱會（英语：The Sweet Escape Tour）」（2007年）
- 「真心話巡迴演唱會（英语：This Is What the Truth Feels Like Tour）」（2016年）

### 駐唱演唱會
- 「關·史蒂芬妮－天真女孩（英语：Gwen Stefani – Just a Girl）」（2018年－2021年）

### 宣傳演唱會

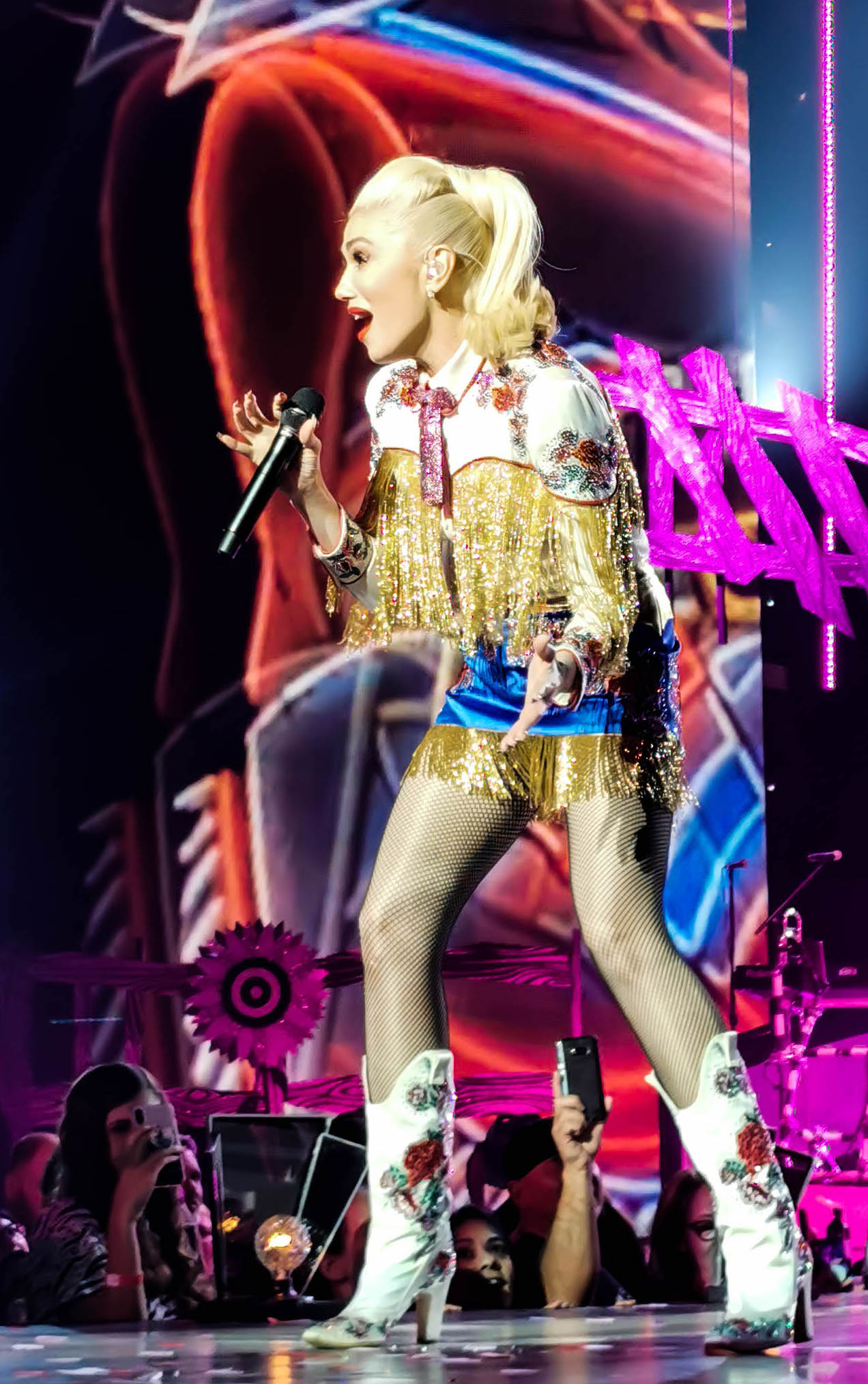
史蒂芬妮在2019年的拉斯维加斯駐唱演唱會

- 「MasterCard Priceless Surprises Presents Gwen Stefani（英语：MasterCard Priceless Surprises Presents Gwen Stefani）」（2015年－2016年）
- 「Irvine Meadows Amphitheatre Final Shows」（2016年）

### 音樂節
- 「Machaca音樂節（英语：Machaca Fest）」（2019年）

## 影視作品
| 年分                                    | 標題                           | 角色                     | 備註                                                |
| --------------------------------------- | ------------------------------ | ------------------------ | --------------------------------------------------- |
| 1996年－2016年                          | 《週六夜現場》                 | 音樂嘉賓                 | 六集                                                |
| 2001年                                  | 《一家之主》                   | 本人（不要懷疑共同演出） | 集數：《腎臟男孩和倉鼠女孩：一個戀愛故事》          |
| 2001年                                  | 《名模大間諜》                 | 本人                     | 友情客串                                            |
| 2002年                                  | 《戀愛時代》                   | 本人（不要懷疑共同演出） | 集數：《蜘蛛網》                                    |
| 2004年                                  | 《瑪莉絲》                     | 瑪莉絲（聲演）           | 電子遊戲                                            |
| 2004年                                  | 《娛樂大亨》                   | 珍·哈露                  | 獲提名－「美國演員工會獎最佳整體演出」              |
| 2005年                                  | 《時尚派對》                   | 本人                     | 紀錄片                                              |
| 2005年                                  | 《Brain Fart》                 | 本人                     | 紀錄片                                              |
| 2009年                                  | 《花邊教主》                   | Snowed Out主音歌手       | 集數：《山谷女孩》，友情客串                        |
| 2011年                                  | 《魚骨傳奇之陽光明媚的每一天》 | 本人                     | 紀錄片                                              |
| 2013年                                  | 《波特蘭迪亞》                 | 本人（不要懷疑共同演出） | 集數：《妮娜的生日》                                |
| 2014年－15年 2017年 2019年－20年 2022年 | 《美國好聲音》                 | 本人                     | 評判（第7、9、12、17、19、22季），導師（第8、10季） |
| 2015年                                  | 《Through the Eyes of Faith》  | 本人                     | 紀錄片                                              |
| 2016年                                  | 《魔髮精靈》                   | DJ舒姬（聲演）           |                                                     |
| 2017年                                  | 《反叛者》                     | 本人                     | 紀錄片                                              |
| 2024年                                  | 《積積木積積》                 | 本人（聲演）             |                                                     |

## 資料來源
1. ↑  Muhammad, Latifah. . Entertainment Weekly. 2016-07-06  [2022-07-19]. （原始内容存档于2022-12-08）.
2. ↑  Tannenbaum, Emily. . Glamour. 2021-07-17  [2022-07-19]. （原始内容存档于2023-03-11）.
3. ↑  . The New York Times. 2016-03-13  [2018-07-23]. （原始内容存档于2018-07-24）.
4. ↑  Jeffries, David. . AllMusic.   [2018-07-23]. （原始内容存档于2018-07-01）.
5. ↑  . MTV.   [2014-04-11]. （原始内容存档于2012-05-12）.
6. 1 2  Murison, Krissi. . NME. 2004-12-10  [2007-05-10]. （原始内容存档于2012-04-06）.
7. 1 2  Collis, Clark. . Entertainment Weekly. New York City. 2006-11-22  [2007-04-17]. （原始内容存档于2007-04-02）.
8. 1 2 3  Hiatt, Brian. . Rolling Stone. 2006-01-19  [2007-04-17]. （原始内容存档于2012-06-27）.
9. ↑  . Billboard. 2007  [2019-11-29]. （原始内容存档于2019-12-07）.
10. ↑  . Billboard. 2009  [2011-07-10]. （原始内容存档于2011-09-30）.
11. ↑  . Billboard. 2009  [2011-07-10]. （原始内容存档于2012-10-08）.
12. 1 2  Graham, Mark. . VH1. 2012-02-13  [2016-08-09]. （原始内容存档于2012-02-14）.
13. ↑  . Music News. 2022-11-23  [2023-04-05]. （原始内容存档于2024-08-29）.
14. ↑  Nick Smith. . Coventry Telegraph. 2022-12-09  [2023-04-05]. （原始内容存档于2024-12-12）.
15. 1 2 3  Jeffries, David. . AllMusic.   [2014-04-17]. （原始内容存档于2014-09-06）.
16. 1 2 3 4 5 6 7 8  Van Meter, Jonathan. . Style.com. 2004-03-22  [2007-04-16]. （原始内容存档于2008-01-20）.
17. ↑  Entertainment Weekly, issue 910. Page 94, sidebar. December 8, 2006.
18. 1 2 3 4  Hooper, Joseph. . Elle. No. 258. 2007-02-16: 220  [2007-01-25]. （原始内容存档于2011-07-26）.
19. ↑  George, Kat. . VH1. 2015-03-08  [2016-09-07]. （原始内容存档于2016-09-15）.
20. ↑  . Moms.com. 2018-11-27  [2020-08-19]. （原始内容存档于2023-03-14）.
21. 1 2  . E! News.   [2008-09-28]. （原始内容存档于2008-09-16）.
22. ↑  .   [2023-03-11]. （原始内容存档于2022-09-22）.
23. ↑  .   [2023-03-11]. （原始内容存档于2021-11-28）.
24. ↑  .   [2023-03-11]. （原始内容存档于2022-09-29）.
25. ↑  Schonfeld, Zach. . Newsweek. 2014-05-29  [2020-04-24]. （原始内容存档于2020-08-01）.
26. 1 2  Bush, John. . AllMusic.   [2014-04-17]. （原始内容存档于2018-01-24）.
27. ↑  . Billboard. Vol. 109 no. 52. 1998-01-03: YE-36. ISSN 0006-2510. （原始内容存档于2014-07-04）.
28. ↑  Errico, Marcus. . E! News. 1997-01-07  [2014-04-17]. （原始内容存档于2014-04-20）.
29. ↑  . CNN. 1998-01-06  [2007-04-30]. （原始内容存档于2010-05-28）.
30. ↑  Dunn, Jancee. . Rolling Stone. 2000-12-14  [2014-11-28]. （原始内容存档于2014-12-30）.
31. ↑  Breihan, Tom. . MTV. 1998-07-31  [2022-01-25]. （原始内容存档于2023-03-11）.
32. ↑  Breihan, Tom. . Stereogum. 2005-05-07  [2022-12-24]. （原始内容存档于2023-03-14）.
33. ↑  Erlewine, Stephen Thomas. . AllMusic.   [2007-04-27]. （原始内容存档于2012-06-23）.
34. ↑  Willman, Chris. . Entertainment Weekly. 2000-05-12  [2007-04-27]. （原始内容存档于2015-10-28）.
35. ↑  Cinquemani, Sal. . Slant Magazine. 2004-12-12  [2007-04-30]. （原始内容存档于2014-03-17）.
36. ↑  . AllMusic.   [2014-04-17]. （原始内容存档于2014-01-10）.
37. ↑  Yglesias, Ana Monroy. . Grammy Award. 2021-08-28  [2022-11-28]. （原始内容存档于2023-03-24）.
38. ↑  . Amazon.   [2021-11-30]. （原始内容存档于2023-03-11）.
39. ↑  . Grammy Award.   [2011-11-30]. （原始内容存档于2016-08-17）.
40. ↑  Vineyard, Jennifer. . MTV.   [2007-04-23]. （原始内容存档于2007-05-12）.
41. ↑  Cinquemani, Sal. . Slant Magazine. 2004-11-20  [2007-06-04]. （原始内容存档于2010-05-10）.
42. ↑  Whitmire, Margo. . Billboard. 2004-12-01  [2007-03-13]. （原始内容存档于2013-07-02）.
43. ↑  . British Phonographic Industry. 2005-06-16  [2011-11-30]. （原始内容存档于2011-07-04）.
44. ↑  . Australian Recording Industry Association.   [2007-04-23]. （原始内容存档于2016-03-05）.
45. ↑  . Music Canada. 2006-04-24  [2011-11-30]. （原始内容存档于2013-09-16）.
46. 1 2 3 4  . Billboard.   [2011-11-30]. （原始内容存档于2016-03-06）.
47. ↑  . Ultratop.   [2011-11-30]. （原始内容存档于2012-10-25）.
48. ↑  Vineyard, Jennifer. . MTV News. 2004-11-10  [2016-08-06]. （原始内容存档于2015-01-27）.
49. 1 2 3  Salmon, Chris. . The Guardian. 2007-03-02  [2016-08-06]. （原始内容存档于2013-09-27）.
50. 1 2  . Official Charts Company.   [2012-10-05]. （原始内容存档于2012-10-23）.
51. ↑  . Ultratop.   [2011-11-30]. （原始内容存档于2013-08-26）.
52. ↑  Vineyard, Jennifer. . MTV News. 2005-06-21  [2016-08-06]. （原始内容存档于2014-12-31）.
53. ↑  Vineyard, Jennifer. . MTV News. 2005-12-24  [2016-08-06]. （原始内容存档于2016-02-22）.
54. ↑  . Extra. 2007-01-30  [2007-03-21]. （原始内容存档于2014-01-10）.
55. ↑  Vineyard, Jennifer. . MTV News. 2004-02-13  [2016-08-06]. （原始内容存档于2016-03-01）.
56. ↑  Vineyard, Jennifer. . MTV News. 2004-12-02  [2016-08-06]. （原始内容存档于2016-08-28）.
57. ↑  . USA Today. 2004-05-04  [2007-04-17]. （原始内容存档于2011-08-20）.
58. ↑  Hwang, Kaiser. . IGN. 2004-01-23  [2016-08-06]. （原始内容存档于2016-08-06）.
59. ↑  . Interscope Records.   [2011-05-17]. （原始内容存档于2012-09-29）.
60. ↑  Michel, Sia. . Entertainment Weekly. 2006-12-01  [2007-01-09]. （原始内容存档于2007-01-10）.
61. ↑  Sheffield, Rob. . Rolling Stone. 2006-12-12  [2007-01-09]. （原始内容存档于2007-04-20）.
62. ↑  Macia, Peter. . Pitchfork. 2006-10-25  [2007-04-29]. （原始内容存档于2009-01-04）.
63. ↑  . Ultratop.   [2011-11-30]. （原始内容存档于2013-08-26）.
64. ↑  . The New York Times. 2008-02-09  [2011-11-30]. （原始内容存档于2015-07-03）.
65. ↑  Anderson, Kyle. . Entertainment Weekly. 2011-06-06  [2011-12-04]. （原始内容存档于2011-08-15）.
66. ↑  Vineyard, Jennifer; Richard, Yasmine. . MTV News. 2006-05-12  [2016-08-06]. （原始内容存档于2016-08-09）.
67. ↑  Cohen, Jonathan. . Billboard. 2006-12-12  [2006-12-31]. （原始内容存档于2013-07-05）.
68. ↑  . NoDoubt.com. 2008-03-28  [2008-03-30]. （原始内容存档于2008-04-01）.
69. ↑  Halperin, Shirley. . Entertainment Weekly. 2008-08-28  [2009-01-07]. （原始内容存档于2015-05-20）.
70. ↑  .   [2016-09-07]. （原始内容存档于2011-06-06）.
71. ↑  . NoDoubt.com. 2012-06-11  [2012-06-12]. （原始内容存档于2012-06-15）.
72. ↑  Toney, Veronica. . The Washington Post. 2012-11-05  [2012-12-20]. （原始内容存档于2012-11-11）.
73. ↑  McGovern, Kyle. . 2013-01-12  [2020-11-03]. （原始内容存档于2023-03-29）.
74. ↑  Lipshutz, Jason. . Billboard. 2014-04-13  [2014-04-14]. （原始内容存档于2017-02-10）.
75. ↑  Ng, Philiana. . Billboard. 2014-04-29  [2014-04-30]. （原始内容存档于2014-05-03）.
76. ↑  Corriston, Michele. . People. 2014-08-24  [2014-08-29]. （原始内容存档于2018-11-16）.
77. ↑  Kaufman, Gil. . MTV News. 2014-06-16  [2014-06-19]. （原始内容存档于2014-06-19）.
78. ↑  Spanos, Brittany. . Rolling Stone. 2015-02-08  [2016-07-28]. （原始内容存档于2016-05-07）.
79. ↑  Lynch, Joe. . Billboard. 2014-10-28  [2016-08-06]. （原始内容存档于2016-09-10）.
80. ↑  Garibaldi, Christina; Alexis, Nadeska. . MTV News. 2014-09-08  [2014-09-10]. （原始内容存档于2016-04-26）.
81. ↑  Reed, Ryan. . Rolling Stone. 2014-10-20  [2014-11-11]. （原始内容存档于2014-11-06）.
82. ↑  Vena, Jocelyn. . Billboard. 2014-10-18  [2014-11-20]. （原始内容存档于2014-11-22）.
83. ↑  Garibaldi, Christina. . MTV News. 2014-10-21  [2014-11-24]. （原始内容存档于2014-12-01）.
84. ↑  Stern, Bradley. . Idolator. 2014-11-23  [2014-11-24].
85. ↑  Kreps, Daniel. . Rolling Stone. 2015-02-08  [2015-02-14]. （原始内容存档于2016-05-07）.
86. ↑  . Billboard. 2013-01-02  [2015-07-25]. （原始内容存档于2015-07-25）.
87. ↑  Mendizabal, Amaya. . Billboard. 2015-07-22  [2015-07-25]. （原始内容存档于2015-07-25）.
88. ↑  . Billboard.   [2015-10-21]. （原始内容存档于2015-10-21）.
89. ↑  . FMQB. （原始内容存档于2004-03-21）.
90. ↑  Vain, Madison. . Entertainment Weekly. 2015-10-19  [2016-07-28]. （原始内容存档于2016-07-30）.
91. ↑  Kreps, Daniel. . Rolling Stone. 2015-10-20  [2016-07-28]. （原始内容存档于2016-10-01）.
92. ↑  Vain, Madison. . Entertainment Weekly. 2015-10-20  [2016-07-28]. （原始内容存档于2016-03-13）.
93. ↑  Kreps, Daniel. . Rolling Stone. 2016-02-12  [2016-08-06]. （原始内容存档于2016-08-27）.
94. ↑  Caulfield, Keith. . Billboard. 2016-03-28  [2016-03-28]. （原始内容存档于2016-03-27）.
95. ↑  Feeney, Nolan. . Entertainment Weekly. 2016-04-18  [2016-05-08]. （原始内容存档于2016-05-14）.
96. ↑  Warner, Kara. . People. 2016-01-06  [2016-08-27]. （原始内容存档于2016-09-21）.
97. ↑  Craddock, Lauren. . Billboard. 2016-08-22  [2016-08-27]. （原始内容存档于2016-08-26）.
98. ↑  Lewis, Randy. . Los Angeles Times. 2016-09-09  [2016-09-10]. （原始内容存档于2016-09-10）.
99. ↑  Skye Fadrowski, Kelli. . Orange County Register. 2016-09-09  [2015-09-10]. （原始内容存档于2016-11-15）.
100. ↑  Legaspi, Althea. . Rolling Stone. 2016-12-09  [2020-10-14]. （原始内容存档于2023-03-11）.
101. ↑  Benjamin, Jeff. . Fuse. 2017-07-14  [2017-07-24]. （原始内容存档于2017-07-14）.
102. ↑  O'Neill, Lauren. . Vice. 2017-08-02  [2017-08-09]. （原始内容存档于2017-08-09）.
103. ↑  Wass, Mike. . Idolator. 2017-08-02  [2017-08-09]. （原始内容存档于2017-08-09）.
104. ↑  Tenreyro, Tatiana. . Billboard. 2017-09-21  [2017-09-22]. （原始内容存档于2017-09-22）.
105. ↑  Ungerman, Alex. . Entertainment Tonight. 2017-09-21  [2017-09-22]. （原始内容存档于2017-09-21）.
106. ↑  Armstrong, Megan. . Billboard. 2017-11-15  [2017-11-22]. （原始内容存档于2017-11-26）.
107. ↑  Magnocavallo, Fabio. . The Inquisitr. 2020-04-07  [2023-01-11]. （原始内容存档于2023-01-06）.
108. ↑  . Orange County Register. 2021-05-24  [2023-01-11]. （原始内容存档于2023-03-05）.
109. ↑  Legaspi, Althea. . Rolling Stone. 2018-04-10  [2018-04-22]. （原始内容存档于2018-04-23）.
110. ↑  Morin, Alyssa. . E! Online. 2019-06-04  [2019-06-05]. （原始内容存档于2019-06-05）.
111. ↑  Myers, Justin. . Official Charts Company. 2018-10-16  [2018-11-03]. （原始内容存档于2018-11-07）.
112. ↑  Forastiero, Eleonora. . Earone. 2018-11-27  [2018-12-16]. （原始内容存档于2018-12-17）.
113. ↑  . Yes Radio. 2018-11-29  [2019-01-01]. （原始内容存档于2019-01-01）.
114. ↑  Trivedi, Sachin. . International Business Times. 2019-06-03  [2019-06-05]. （原始内容存档于2019-06-05）.
115. ↑  Morin, Alyssa. . E! Online. 2019-06-05  [2020-12-16]. （原始内容存档于2019-06-05）.
116. ↑  Tailor, Leena. . Entertainment Tonight. 2019-10-07  [2019-11-15]. （原始内容存档于2019-11-15）.
117. ↑  Ng, Philiana. . Entertainment Tonight. United States. 2020-06-16  [2020-06-16]. （原始内容存档于2020-06-17）.
118. ↑  . 2020-12-16  [2020-12-16]. （原始内容存档于2023-05-28）.
119. ↑  Swift, Andy. . TVLine. United States: Penske Media Corporation. 2020-11-17  [2020-11-17]. （原始内容存档于2023-02-04）.
120. ↑  Siwak, Miranda. . Us Weekly. 2022-05-14  [2022-12-26]. （原始内容存档于2023-03-18）.
121. ↑  . NBC Insider Official Site. 2022-12-14  [2022-12-26]. （原始内容存档于2022-12-07）.
122. ↑  Hermanson, Wendy. . Taste of Country. 2019-12-13  [2019-12-13]. （原始内容存档于2019-11-23）.
123. ↑  . Billboard.   [2020-04-10]. （原始内容存档于2020-07-28）.
124. ↑  . Billboard.   [2020-01-05]. （原始内容存档于2020-10-28）.
125. ↑  Houghton, Cillea. . Good Morning America. 2020-07-20  [2020-07-20]. （原始内容存档于2020-07-21）.
126. ↑  Stefano, Angela. . Taste of Country. 2020-07-20  [2020-07-20]. （原始内容存档于2020-07-20）.
127. ↑  Young, Alex. . Consequence of Sound. 2020-03-14  [2020-10-28]. （原始内容存档于2023-01-17）.
128. ↑  Richards, Will. . NME. 2020-07-27  [2020-10-28]. （原始内容存档于2023-03-17）.
129. ↑  Langford, Jackson. . NME. 2020-08-09  [2020-08-05]. （原始内容存档于2020-08-09）.
130. ↑  Thomas, Katie. . Crack Magazine. 2020-08-28  [2020-09-13]. （原始内容存档于2020-09-04）.
131. ↑  關·史蒂芬妮的〈Sleigh Ride〉在Apple Music的資料來源:

  - . Apple Music. Australia. 2020-10-13  [2020-10-13]. （原始内容存档于2020-10-14）.
  - . Apple Music (CA). 2020-10-13  [2020-10-13]. （原始内容存档于2020-10-14）.
  - . Apple Music (JP). 2020-10-13  [2020-10-13]. （原始内容存档于2020-10-14）.
  - . Apple Music (NZ). 2020-10-13  [2020-10-13]. （原始内容存档于2020-10-14）.
  - . Apple Music (US). 2020-10-13  [2020-10-13]. （原始内容存档于2020-10-14）.
132. ↑  Martin, Annie. . UPI. 2020-12-07  [2020-12-08]. （原始内容存档于2020-12-11）.
133. ↑  關·史蒂芬妮的〈Slow Clap〉在Apple Music的資料來源

  - . Apple Music (AU). 2021-03-11  [2021-03-11]. （原始内容存档于2021-03-11）.
  - . Apple Music (GB). 2021-03-11  [2021-03-11]. （原始内容存档于2023-03-11）.
  - . Apple Music (JP). 2021-03-11  [2021-03-11]. （原始内容存档于2021-03-11）.
  - . Apple Music (NZ). 2021-03-11  [2021-03-11]. （原始内容存档于2021-03-11）.
  - . Apple Music (US). 2021-03-11  [2021-03-11]. （原始内容存档于2021-03-11）.
134. 1 2  Kaufman, Gil. . Billboard. 2021-04-09  [2021-04-09]. （原始内容存档于2021-04-09）.
135. ↑  Carley, Brennan. . Entertainment Weekly. 2020-12-07  [2020-12-10]. （原始内容存档于2020-12-11）.
136. ↑  @GwenStefani. . 2021-03-08  [2021-03-25] –Instagram.
137. ↑  Mier, Tomás. . Rolling Stone. 2022-07-13  [2022-08-07]. （原始内容存档于2022-07-13）.
138. ↑  . RETROPOP. 2023-06-16  [2023-06-19]. （原始内容存档于2023-06-19） （英国英语）.
139. ↑  . Peoplemag.   [2024-02-12]. （原始内容存档于2024-11-09） （英语）.
140. ↑  Kreps, Daniel. . Rolling Stone. 2024-07-25  [2024-08-22]. （原始内容存档于2024-11-13）.
141. ↑  Maxwell, Alison; Freydkin, Donna; Barker, Olivia. . USA Today. 2006-09-15  [2007-05-30]. （原始内容存档于2009-02-20）.
142. ↑  Eliscu, Jenny. . Rolling Stone. 2005-01-27  [2005-04-17]. （原始内容存档于2009-05-01）.
143. ↑  Freydkin, Donna. . USA Today. 2005-05-16  [2007-04-16]. （原始内容存档于2006-11-12）.
144. 1 2  Ahearn, Victoria. . The Canadian Press. 2006-12-01  [2007-05-08]. （原始内容存档于2013-12-19）. Alt URL 的存檔，存档日期2016-09-11.
145. ↑  . USA Today. Associated Press. 2006-09-05  [2011-11-30]. （原始内容存档于2020-10-28）.
146. ↑  . Fragrantica.   [2016-09-07]. （原始内容存档于2020-10-28）.
147. ↑  . harajukulovers.com.   [2010-03-08]. （原始内容存档于2010-03-25）.
148. ↑  Rentmeester, Katherine Kluznik. . People. 2011-01-13  [2011-12-04]. （原始内容存档于2011-11-27）.
149. ↑  Shatzman, Celia. . Forbes.   [2017-08-28]. （原始内容存档于2017-08-30）.
150. ↑  Krentcil, Faran. . ELLE. 2017-03-15  [2019-03-27]. （原始内容存档于2019-03-27）.
151. ↑  . www.tura.com.   [2019-10-26]. （原始内容存档于2017-11-07）.
152. ↑  . www.tura.com.   [2019-03-27]. （原始内容存档于2019-03-27）.
153. ↑  Milligan, Mercedes. . Animation Magazine. 2015-04-12  [2016-08-27]. （原始内容存档于2016-08-19）.
154. ↑  Wolfe, Jennifer. . Animation World Network. 2015-04-14  [2015-05-17]. （原始内容存档于2015-05-18）.
155. ↑  Langsworthy, Billy. . Licensing.biz. 2015-04-13  [2016-09-07]. （原始内容存档于2016-09-17）.
156. ↑  Norman, Aimee. . 2015-04-13. （原始内容存档于2015-05-18）.
157. ↑  Clark, Lucie. . Vogue Australia. 2018-04-02. （原始内容存档于2018-05-11）.
158. ↑  Muhammad, Latifah. . Billboard. 2022-03-04. （原始内容存档于2022-03-05）.
159. ↑  Eliscu, Jenny. . The Observer. 2005-01-30  [2016-08-06]. （原始内容存档于2013-09-27）.
160. ↑  Ali, Lorraine. . Newsweek. 2004-08-30  [2007-04-17]. （原始内容存档于2006-06-14）.
161. ↑  Paris Montoya, Tom Lanham.  (Liner Notes). No Doubt. Interscope Records. 2003.
162. ↑  Vineyard, Jennifer. . MTV News. 2005-06-21  [2007-05-09]. （原始内容存档于2010-10-16）.
163. ↑  Strauss, Neil. . Rolling Stone. 2002-01-31  [2007-04-17]. （原始内容存档于2009-06-25）.
164. ↑  Springer, Debra. . People. 2005-12-22  [2007-04-16]. （原始内容存档于2007-03-19）.
165. ↑  . MTV News. 2006-05-26  [2019-02-04]. （原始内容存档于2019-02-07）.
166. ↑  Adler, Shawn. . MTV News. 2008-08-21  [2008-08-21]. （原始内容存档于2011-12-19）.
167. ↑  Deerwester, Jayme. . USA Today. 2014-03-01  [2014-03-01]. （原始内容存档于2014-03-01）.
168. ↑  . Rolling Stone. 2015-08-03  [2016-07-28]. （原始内容存档于2016-07-31）.
169. ↑  Chiu, Melody. . People. 2016-04-20  [2019-02-24]. （原始内容存档于2019-04-23）.
170. ↑  Petit, Stephanie. . People. 2016-05-23  [2019-02-24]. （原始内容存档于2019-02-24）.
171. 1 2  Chiu, Melody. . People. 2016-05-09  [2022-05-10]. （原始内容存档于2016-09-20）.
172. ↑  . Billboard.   [2022-09-10]. （原始内容存档于2023-03-11）.
173. ↑  Quinn, Dave. . People. 2017-09-22  [2018-09-10]. （原始内容存档于2023-03-11）.
174. ↑  Garvey, Marianne. . CNN. 2020-10-27  [2020-10-27]. （原始内容存档于2020-10-27）.
175. ↑  Mier, Tomás. . People. 2021-07-05  [2021-07-05]. （原始内容存档于2021-07-05）.
176. ↑  Mizoguchi, Karen. . People. 2020-12-14  [2022-09-10]. （原始内容存档于2023-03-14）.
177. ↑  Stone, Megan. . Good Morning America. 2020-12-16  [2022-09-10]. （原始内容存档于2023-03-11）.
178. ↑  Calaor, Jesa Marie. . Allure. 2023-01-10  [2023-02-02]. （原始内容存档于2023-08-24）.
179. ↑  Paul, Larisha. . Rolling Stone. 2023-01-10  [2023-01-10]. （原始内容存档于2023-04-03）.
180. ↑  Goldsztajn, Iris. . Marie Claire Magazine. 2023-01-12  [2023-02-10]. （原始内容存档于2023-06-06）.
181. ↑  Han, Yoonji. . Insider. 2023-01-12  [2023-02-10].
182. ↑  Birmingham, Christy. . AXS. 2014-06-24  [2014-06-24]. （原始内容存档于2016-07-18）.
183. ↑  Sanneh, Kelefa. . The New York Times. 2002-10-26  [2010-02-13]. （原始内容存档于2013-05-14）.
184. ↑  Gage, Josephine. . IGN. 2009-10-27  [2010-02-13]. （原始内容存档于2009-11-04）.
185. ↑  Kot, Greg. . Chicago Tribune. 1997-07-05  [2012-07-08]. （原始内容存档于2013-02-10）.
186. ↑  Smith, RJ. . Blender.   [2007-02-27]. （原始内容存档于2009-05-22）.
187. 1 2  Cinquemani, Sal. . Slant Magazine. 2004-11-20  [2007-02-27]. （原始内容存档于2013-10-19）.
188. ↑  Stewart, Allison. . Chicago Tribune. 2004-12-12  [2013-09-23]. （原始内容存档于2013-10-04）.
189. 1 2  Mar, Alex; Halperin, Shirley. . Rolling Stone. 2004-10-01  [2013-02-08]. （原始内容存档于2014-04-08）.
190. ↑  Boucher, Geoff. . Los Angeles Times. 2005-12-24  [2014-06-24]. （原始内容存档于2014-07-15）.
191. ↑  . Vice.   [2016-09-07]. （原始内容存档于2016-08-31）.
192. ↑  Vineyard, Jennifer. . MTV News. 2005-06-21  [2015-06-02]. （原始内容存档于2014-12-31）.
193. ↑  Soghomonian, Talia. . musicOMH. 2005-08-03  [2013-09-23]. （原始内容存档于2015-11-17）.
194. ↑  Day, Elizabeth. . The Guardian. 2007-09-23  [2015-08-23]. （原始内容存档于2015-11-26）.
195. ↑  . Entertainment Weekly. 2004-09-18  [2013-11-09]. （原始内容存档于2016-01-24）.
196. ↑  . Billboard. 2013-11-09  [2016-07-28]. （原始内容存档于2016-02-23）.
197. ↑  Huff, Quentin B. . PopMatters. 2006-12-14  [2014-07-13]. （原始内容存档于2013-12-21）.
198. ↑  Greenblatt, Leah. . Entertainment Weekly. 2016-03-16  [2016-03-17]. （原始内容存档于2016-03-19）.
199. ↑  Ryan, Patrick. . USA Today. 2016-03-17  [2016-03-20]. （原始内容存档于2016-03-19）.
200. ↑  Cooper, Leoni. . NME. 2016-03-17  [2016-03-18]. （原始内容存档于2016-03-20）.
201. ↑  Sheffield, Rob. . Rolling Stone. 2016-03-18  [2016-03-18]. （原始内容存档于2016-03-20）.
202. ↑  Grebey, James. . Spin. 2015-10-18  [2016-08-14]. （原始内容存档于2016-06-27）.
203. ↑  Robinson, Lisa. . Vanity Fair. April 2016  [2016-08-14]. （原始内容存档于2016-08-10）.
204. ↑  Stevenson, Jane. . Jam!. 2004-12-01  [2007-05-21]. （原始内容存档于2012-06-05）.
205. 1 2  Laine, Tricia. . Entertainment Weekly. 1998-10-16  [2007-04-17]. （原始内容存档于2015-11-26）.
206. ↑  . Stylus Magazine. 2004-09-08  [2007-04-17]. （原始内容存档于2007-08-24）.
207. ↑  Toht, Betony. . InStyle. 2004-09-08  [2007-04-28]. （原始内容存档于2011-11-08）.
208. ↑  Wloszczyna, Susan. . USA Today. 2004-04-26  [2007-04-17]. （原始内容存档于2011-10-04）.
209. ↑  Greenblatt, Leah. . Entertainment Weekly. 2007-03-16  [2007-04-17]. （原始内容存档于2015-10-16）.
210. ↑  Yotka, Steff. . Nylon. 2013-07-31  [2018-04-22]. （原始内容存档于2018-04-23）.
211. ↑  Corcoran, Liz. . People. 2007-04-12  [2019-02-24]. （原始内容存档于2019-02-24）.
212. ↑  . Madame Tussauds. September 2010  [2010-11-04]. （原始内容存档于2010-11-18）.
213. ↑  Holson, Laura M. . The New York Times. 2005-03-13  [2016-08-06]. （原始内容存档于2016-02-22）.
214. ↑  Rose, Lacey. . Forbes. 2008-09-22  [2016-08-09]. （原始内容存档于2009-04-07）.
215. ↑  Eliscu, Jenny. . Rolling Stone. 2005-01-27  [2014-12-18]. （原始内容存档于2014-12-05）.
216. ↑  Steiner, Amanda Michelle. . People. 2014-12-18  [2014-12-18]. （原始内容存档于2014-12-19）.
217. ↑  Polanco, Luis. . Billboard. 2016-04-14  [2016-09-06]. （原始内容存档于2016-08-21）.
218. ↑  Boucher, Geoff. . The Blade. 2006-01-04: 1  [2023-03-11]. （原始内容存档于2023-03-11）.
219. ↑  Strecker, Erin. . Billboard. 2014-11-13  [2016-02-01]. （原始内容存档于2016-03-22）.
220. ↑  . Hello. 2015-09-10  [2016-02-01]. （原始内容存档于2015-10-24）.
221. ↑  . Music Times. 2014-12-05  [2016-09-11]. （原始内容存档于2016-08-16）.
222. ↑  Cinquemani, Sal. . NME. 2014-05-02  [2014-11-29]. （原始内容存档于2014-12-04）.
223. ↑  Samways, Gemma. . The Face. 2019-08-29  [2019-11-19]. （原始内容存档于2019-10-18）.
224. ↑  Kills, Natalia [@NataliaKills].  (推文). 2012-04-17  [2014-07-29]. （原始内容存档于2014-03-04） –Twitter.
225. ↑  . Billboard. 2012-11-29  [2014-11-29]. （原始内容存档于2015-07-23）.
226. ↑  Garibaldi, Christina. . MTV. 2014-12-18  [2019-10-11]. （原始内容存档于2019-10-11）.
227. ↑  Garland, Emma. . Noisey. 2017-01-08  [2017-01-20]. （原始内容存档于2017-02-02）.
228. ↑  . Warner Music New Zealand.   [2019-01-27]. （原始内容存档于2018-12-20）.
229. ↑  . MTV.   [2015-04-04]. （原始内容存档于2015-03-30）.
230. ↑  Aspinall, Jasmine. . Vibe. 2012-11-05  [2016-09-07]. （原始内容存档于2016-09-21）.
231. ↑  . E!.   [2016-09-06]. （原始内容存档于2016-10-11）.
232. ↑  . Teen Vogue. 2018-06-17  [2019-11-19]. （原始内容存档于2020-02-29）.
233. ↑  Stepanova, Valerie. . V. 2019-12-02  [2019-12-02]. （原始内容存档于2020-01-02）.
234. ↑  Heaney, Gregory. . Allmusic. 2012-03-22  [2019-11-19]. （原始内容存档于2020-08-01）.
235. ↑  . Mtv.com.   [2017-10-28]. （原始内容存档于2017-08-26）.
236. ↑  . Vogue Italia. 2010-09-15  [2016-09-11]. （原始内容存档于2018-11-16）.
237. ↑  Salud, April. . Billboard. 2017-10-12  [2019-11-19]. （原始内容存档于2017-10-18）.
238. ↑  Krol, Jacklyn. . PopCrush. 2021-02-13  [2020-06-15]. （原始内容存档于2021-02-13）.
239. 1 2  . Contactmusic.com. 2012-10-27  [2016-09-07]. （原始内容存档于2016-09-18）.
240. ↑  Sylvester, Nick. . Pitchfork. 2004-11-08  [2004-03-03]. （原始内容存档于2004-11-11）.
241. ↑  . Pitchfork. 2004-12-30  [2008-08-26]. （原始内容存档于2009-03-17）.
242. ↑  . Recording Industry Association of America. 2016-06-14  [2016-09-06]. （原始内容存档于2016-09-14）.
243. ↑  . Australian Recording Industry Association.   [2010-10-09]. （原始内容存档于2009-03-16）.
244. ↑  . Billboard. 2009  [2016-02-03]. （原始内容存档于2011-03-26）.
245. ↑  Hiatt, Brian. . Rolling Stone. 2016-06-17  [2016-09-06]. （原始内容存档于2016-09-05）.
246. ↑  Oldenburg, Ann. . USA Today. 2011-03-23  [2011-03-24]. （原始内容存档于2011-03-26）.
247. ↑  Lewis, Randy. . Los Angeles Times. 2011-04-02  [2011-12-04]. （原始内容存档于2011-08-07）.
248. ↑  Interscope Records.  (新闻稿). Los Angeles. PR Newswire. 2011-06-10  [2011-12-04]. （原始内容存档于2011-08-09）.
249. 1 2  Rees, Alex. . New York. 2011-05-23  [2016-08-06]. （原始内容存档于2016-08-06）.
250. ↑  Donnelly, Erin. . FashionEtc. 2011-05-26  [2011-12-04]. （原始内容存档于2011-11-05）.
251. ↑   (新闻稿). PR Newswire. 2011-05-25  [2011-05-25]. （原始内容存档于2011-05-29）.
252. ↑  McDevitt, Caitlin. . Politico. 2012-07-03  [2016-08-06]. （原始内容存档于2016-08-06）.
253. ↑  . The Independent. 2016-03-28  [2021-10-18]. （原始内容存档于2021-10-20）.
254. ↑  . Rotten Tomatoes.   [2018-12-03]. （原始内容存档于2017-12-14）.

## 外部連結
- 官方网站 （英文）
- 關·史蒂芬妮在Allmusic上的頁面（英文）
- 關·史蒂芬妮在互联网电影资料库（IMDb）上的資料（英文）（英文）
- 關·史蒂芬妮在MusicBrainz上的頁面（英文）（英文）